# جولیا گورلرو
جولیا گورلرو (انگلیسی: Giulia Gorlero؛ زادهٔ ۲۶ سپتامبر ۱۹۹۰) ورزشکار واترپلو اهل ایتالیا است.
وی در مسابقات کشوری و بین‌المللی در مجموع برندهٔ ۱ مدال طلا، ۱ مدال نقره، ۲ مدال برنز شده‌است.